# Soha-dong
Soha-dong (koreanska: 소하동) är en stadsdel i staden Gwangmyeong i provinsen Gyeonggi i den nordvästra delen av Sydkorea, 16 km sydväst om huvudstaden Seoul.  

## Indelning
Administrativt är Soha-dong indelat i:
| Namn    | Namn            | Yta km² | Invånare 31 dec 2020 |
| ------- | --------------- | ------- | -------------------- |
| 소하1동 | Soha 1(il)-dong | 3,81    | 32 270               |
| 소하2동 | Soha 2(i)-dong  | 7,28    | 51 454               |